# Bansatar Kheda
Bansatar Kheda é uma vila no distrito de Damoh, no estado indiano de Madhya Pradesh.

## Demografia
Segundo o censo de 2001, Bansatar Kheda tinha uma população de 5032 habitantes. Os indivíduos do sexo masculino constituem 53% da população e os do sexo feminino 47%. Bansatar Kheda tem uma taxa de literacia de 66%, superior à média nacional de 59,5%; com 61% para o sexo masculino e 39% para o sexo feminino. 16% da população está abaixo dos 6 anos de idade.